# Xoài Graham
Xoài 'Graham' là tên của một giống xoài có nguồn gốc từ Trinidad.

## Lịch sử
Graham là một cây giống từ cây xoài Julie được trồng ở Trinidad. Vào năm 1932, giống xoài này được USDA giới thiệu đến Hoa Kỳ tại bang Florida.
Graham đã trở thành một cây giống cây trồng phổ biến ở Florida để trồng tại nhà do có hương vị thơm ngon và khả năng kháng bệnh tốt. Xoài Graham được trao tặng danh hiệu "lựa chọn của người làm vườn" tại lễ hội xoài năm 2008 của Vườn bách thảo nhiệt đới Fairchild. Giống xoài này cũng phổ biến ở Quần đảo Windward.
Cây Graham hiện được trồng trong kho lưu trữ mầm của USDA tại Miami, Florida. thuộc Trung tâm nghiên cứu và giáo dục nhiệt đới của Đại học Florida ở Homestead, Florida, và Công viên trái cây và gia vị Miami-Dade, ở Homestead.

## Miêu tả

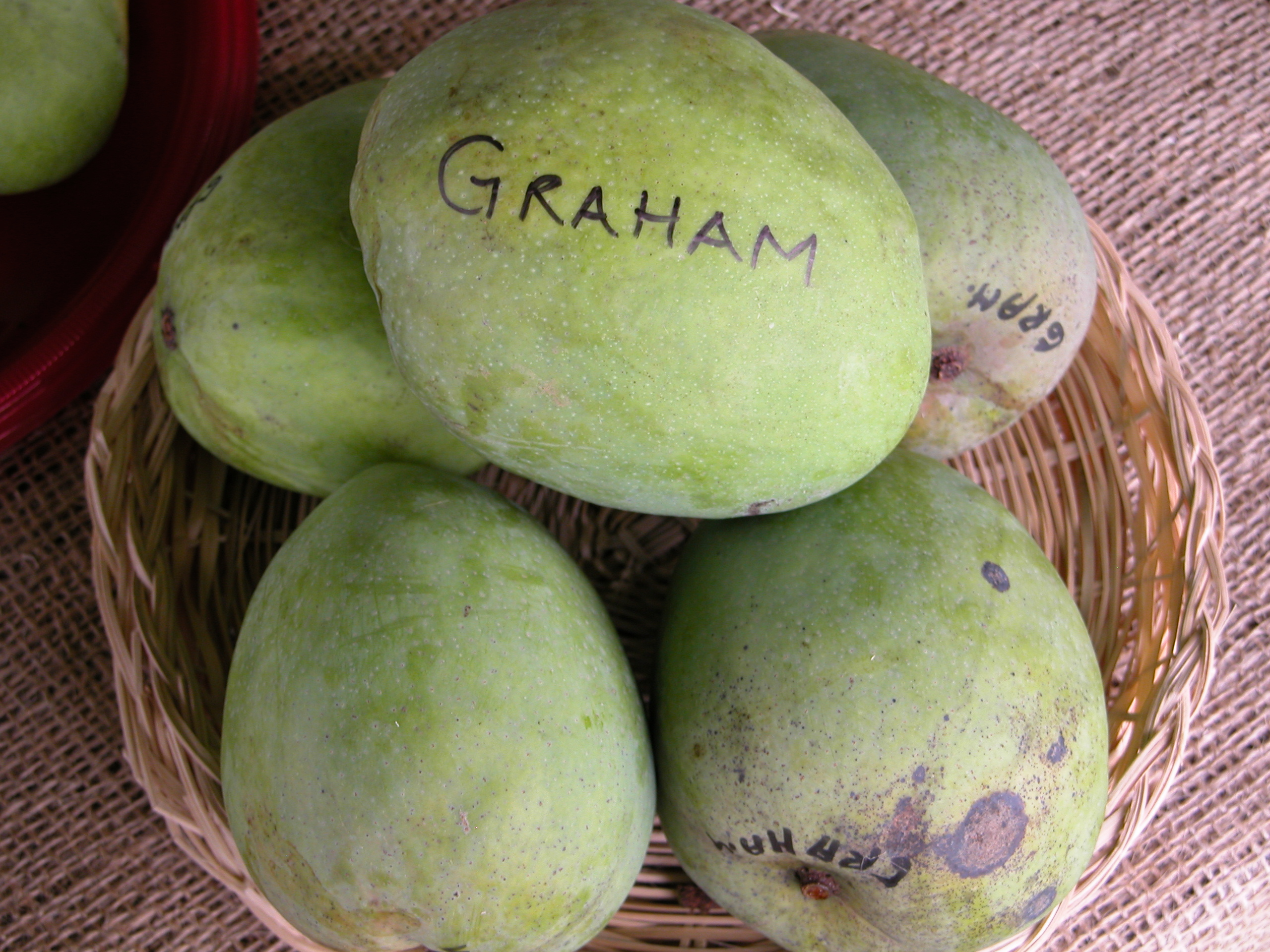
Trưng bày những quả xoài Graham chưa chín tại Tropical Agricultural Fiesta trong Công viên trái cây và gia vị ở Homestead, Florida.

Quả có hình bầu dục, với đỉnh tròn đôi khi chứa một cái mũi khoằm nhỏ ở bên. Da có màu vàng khi trưởng thành, sần sùi và nhấp nhô. Thịt có màu cam, không xơ, có hương vị phong phú và thơm và có mùi nhựa. Quả chứa một hạt đơn phôi, và thường trưởng thành vào thời gian từ tháng sáu đến tháng tám ở Florida.
Không giống như giống cha mẹ của nó 'Julie', Graham là một giống cây trồng mạnh mẽ, đạt chiều cao hơn 20 feet và tạo thành một tán cây tròn, rậm rạp.